# Ju-on: The Final Curse
Ju-on: The Final Curse (呪怨 -ザ・ファイナル-, Ju-on -Za Fainaru-) é um filme de terror sobrenatural japonês realizado e escrito por Masayuki Ochiai e produzido por Takashige Ichise. O filme é a parte final da franquia Ju-on e segue a nova continuidade estabelecida em Ju-on: Owari no Hajimari. 
Foi lançado no Japão a 20 de junho de 2015. Em Portugal o filme foi exibido a 13 de setembro de 2015 no MotelX - Festival Internacional de Cinema de Terror de Lisboa.

## Enredo
Após os acontecimentos de Ju-on: Owari no Hajimari, Mai, a irmã mais velha da professora primária Yui Shono, vai em busca da irmã, que desapareceu depois de um ano, enquanto trabalhava numa escola primária. Mai acaba conhecendo a família Saeki que diz a ela sobre o que aconteceu com sua irmã. Mai terá de descobrir os segredos sombrios de Ju-on e tentar acabar com a maldição definitivamente.

## Elenco
- Airi Taira como Mai Shono
- Renn Kiriyama como Sota Kitamura
- Nonoka Ono como Reo
- Yurina Yanagi como Ao
- Miyabi Matsuura como Madoka
- RIMI
- Kanan Nakahara
- Hikakin como Waiter
- Misaki Saisho como Kayako Saeki
- Kai Kobayashi como Toshio Saeki
- Yasuhito Hida como Takeo Saeki
- Yuina Kuroshima como Yayoi
- Yoshihiko Hakamada como Kyosuke Takeda
- Nozomi Sasaki como Yui Shono